# Commandement des opérations spéciales
Il Commandement des opérations spéciales (in sigla COS, tradotto "Comando delle Operazioni Speciali"), posto sotto gli ordini del Capo di Stato Maggiore dell'Armée française e sotto l'autorità diretta del Presidente della Repubblica francese, riunisce tutte le forze speciali delle varie forze armate sotto un unico controllo operativo, permanente ed inter-armi.
Il COS è creato il 24 giugno 1992, a seguito dell'esperienza della guerra del Golfo, seguendo l'esempio del USSOCOM statunitense e del UKSF britannico.

## Unità
Unità delle forze speciali delle tre armate dedicate al COS:
- Unità delle forze speciali dell'Armée de terre: Commandement des forces spéciales terre (COM FST)
  - 1er régiment de parachutistes d'infanterie de marine (1er RPIMa), basato a Bayonne,
  - 13e régiment de dragons parachutistes (13e RDP), basato a Dieuze,
  - 4e régiment d'hélicoptères des forces spéciales (4e RHFS), basato a Pau,
  - Compagnie de commandement et de transmissions des forces spéciales (CCT FS), basata a Pau,
  - Groupement d'appui aux opérations spéciales (GAOS).
  - Académie des forces spéciales (Centre Arès) (Académie FS), basata a Pau.
- Unità delle forze speciali della Marine nationale: Force maritime des fusiliers marins et commandos (FORFUSCO)
  - Commando marine
    - Commando Trépel, basato a Lorient,
    - Commando Jaubert, basato a Lorient,
    - Commando de Penfentenyo, basato a Lorient,
    - Commando de Montfort, basato a Lorient,
    - Commando Kieffer, basato a Lorient,
    - Commando Ponchardier, basato a Lanester,
    - Commando Hubert, basato a Saint-Mandrier-sur-Mer.
- Unità delle forze speciali dell'Armée de l'air (BFS)
  - Brigade aérienne des forces de sécurité et d'intervention (BAFSI)
    - Commando parachutiste de l'air n° 10 (CPA 10), basato sulla BA 123 Orléans-Bricy, vicino a Orléans,

  - Escadron de transport 3/61 Poitou (ET 3/61), basato sulla BA 123 Orléans-Bricy, vicino a Orléans.

## Missioni
Alcune operazioni del COS:
- Opération Oryx (dicembre 1992 - gennaio 1993), in Somalia;
- Opération Amaryllis (aprile 1994), in Ruanda;
- Opération Turquoise (giugno - luglio 1995), in Ruanda;
- Opération Azalée (settembre - ottobre 1995), alle Comore;
- Opération Almandin (1996), in Repubblica Centrafricana;
- Opération Alba (marzo - luglio 1997), in Albania;
- Opération Kahia (dicembre 1999), in Costa d'Avorio;
- Opération Vulcain (14 agosto 2000), in Kosovo;
- Opération Artémis (luglio - settembre 2003), in Repubblica Democratica del Congo;
- Opération Arès (août 2003 - janvier 2007), in Afghanistan;
- Opération Licorne (ottobre 2002 - gennaio 2015), in Costa d'Avorio;
- Opération Benga (luglio - dicembre 2006), in Repubblica Democratica del Congo;
- Opération Boali (marzo 2007),  Repubblica Centrafricana.